# Fuerte San Andrés
El Fuerte San Andrés (conocido en inglés como: Fort San Andres) es un fuerte del siglo XVIII de época española de la provincia de Trinidad, situado en Puerto España, Trinidad y Tobago.
Actualmente acoge el Museo de la Ciudad de Puerto España.

## Historia
El proyecto del fuerte del ingeniero Pablo Díaz Fajardo  data de 1733 como mejora de la defensa de Puerto España, que hasta la fecha consistía en un reducto de fajinas y tierra. Se proyectó una segunda mejora en 1735 sobre los dos fuertes y polvorín existentes y San Andrés se completó en 1787, tiempo en el que la provincia de Trinidad pasa a encuadrarse en la Capitanía General de Venezuela.  La soberanía de Trinidad pasó a Inglaterra en 1797 bajo el gobernador José María Chacón y Sánchez de Soto.
En 1845, en época de la colonia inglesa, se produjo el llenado de la línea de costa al norte del Fuerte de San Andrés. A finales del siglo XIX, la línea de la playa se llenó de nuevo a su estado actual, bloqueando el Fuerte.
Con el paso de los años la fortaleza quedó obsoleta y sirvió para la construcción de la Capitanía Marítima y otras varias oficinas del gobierno, incluyendo dependencias de la Policía.

## Descripción
El fuerte fue restaurado en 1995 dando lugar al Museo de la Ciudad de Puerto España donde se pueden observar además cinco cureñas de época española.